# Nesotettix samoënsis
Nesotettix samoënsis är en insektsart som beskrevs av Holdhaus 1909. Nesotettix samoënsis ingår i släktet Nesotettix och familjen torngräshoppor. Inga underarter finns listade i Catalogue of Life.